# Alwin Neuß
Alwin Neuß, nato Alwin Karl Heinrich Neuß (Colonia, 17 giugno 1879 – Berlino, 30 ottobre 1935), è stato un attore e regista tedesco del cinema muto.

## Filmografia

### Attore
- Vater und Sohn, regia di Walter Schmidthässler (1910)
- Den skæbnesvangre opfindelse, regia di August Blom (1910)
- Spionen fra Tokio, regia di August Blom (1910)
- Forræderen (1910)
- Den stjaalne millionobligation (1911)
- Kosakfyrsten (1911)
- Hamlet, regia di August Blom (1911)
- Skarpretterens Søn (1911)
- Seine erste Liebe
- Alwin auf der Hochzeitsreise
- Das Zauberlied
- Der Hund von Baskerville, regia di Rudolf Meinert (1914)
- Der Hund von Baskerville, 2. Teil - Das einsame Haus
- Sein eigner Mörder
- Ein seltsamer Fall
- Detektiv Braun
- Il mastino dei Baskerville
- Das Gewissen
- Die Stimme des Toten
- Der Hund von Baskerville, 3. Teil - Das unheimliche Zimmer
- Der Thug. Im Dienste der Todesgöttin
- Das Geheimnis des Sees
- Das Lied des Lebens, regia di Alwin Neuß (1916)
- Das Licht im Dunkeln, regia di Alwin Neuß (1916)
- Die Spinne, regia di Alwin Neuß (1917)
- Zwei blaue Jungen, regia di Alwin Neuß (1917)
- Die Faust des Schicksals, regia di Alwin Neuß (1917)
- Der Jubiläumspreis, regia di Alwin Neuß (1917)
- Das Spiel vom Tode, regia di Alwin Neuß (1917)
- Lebendig tot , regia di Alwin Neuß (1918)
- Der Volontär, regia di Alwin Neuß (1918)
- Clown Charly , regia di Alwin Neuß (1918)
- Der Tod des andern, regia di Richard Oswald (1919)
- Bettler GmbH, regia di Alwin Neuß (1919)
- Die Rache ist mein, regia di Alwin Neuß (1919)
- Das Diadem der Zarin, regia di Richard Löwenbein (1922)
- Auf Befehl der Pompadour, regia di Frederic Zelnik (1924)
- Windstärke 9. Die Geschichte einer reichen Erbin, regia di Reinhold Schünzel (1924)
- Der Tanz ins Glück, regia di Max Nosseck (1930)
- L'ultima illusione (Das alte Lied), regia di Erich Waschneck (1930)

### Regista
- Seine erste Liebe
- Alwin auf der Hochzeitsreise
- Das Gewissen
- Die Stimme des Toten
- Dynamit
- Streichhölzer, kauft Streichhölzer!
- Der Thug. Im Dienste der Todesgöttin
- Der Weg der Tränen
- Das Geheimnis des Sees
- Komtesse Hella
- Das Lied des Lebens (1916)
- Das Licht im Dunkeln (1916)
- Die Spinne (1917)
- Zwei blaue Jungen (1917)
- Die Faust des Schicksals (1917)
- Der Jubiläumspreis (1917)
- Das Spiel vom Tode (1917)
- Lebendig tot (1918)
- Der Volontär (1918)
- Clown Charly  (1918)
- Genie und Leibe (1918)
- Die Sünde
- Das Glück der Frau Beate, co-regia di Otto Rippert (1918)
- Bettler GmbH (1919)
- Die Rache ist mein (1919)
- Die Zwei und die Dame
- Strassenbekanntschaften

### Sceneggiatore
- Der Weg der Tränen
- Die Zwei und die Dame